# الاستفتاء الدستوري المصري 2014
الاستفتاء على الدستور المصري هو استفتاء بدأ بتصويت المصريين المقيمين في الخارج من 8 إلى 12 يناير 2014، ثم يومي 14 و15 من يناير داخل مصر. وأجرى حول مشروع الدستور الذي وافقت عليه لجنة الخمسين في 2 ديسمبر 2013. شارك في الاستفتاء 38.6% من المسموح لهم بالتصويت، وأيد الدستور منهم 98.1% بينما رفضه 1.9% وذلك وفقًا للجنة المنظمة للاستفتاء.

## الخلفية
في 30 يونيو 2013 قامت مظاهرات ضد حكم الرئيس محمد مرسي، على أثرها جرى انقلاب في 3 يوليو، وعطل العمل بدستور 2012. شُكلت لجنة من 10 خبراء قانونيين لتعديل دستور 2012. أنهت لجنة العشرة عملها في 20 أغسطس 2013. وفي المرحلة الثانية أجريت تعديلات قامت بها لجنة من 50 شخصًا، أُعلنت أسمائهم في 1 سبتمبر 2013. واختير عمرو موسى رئيسًا للجنة الخمسين في 8 سبتمبر 2013. تضمنت المسودة النهائية للدستور عدة أمور مستحدثة منها منع إنشاء الأحزاب على أساس ديني. وقُدمت المسودة النهائية للرئيس المؤقت عدلي منصور في 3 ديسمبر 2013، لتعرض على الشعب المصري للاستفتاء عليها.

## لجنة العشرة لتعديل الدستور
وتسمي أيضاً لجنة الخبراء، وقد أصدر الرئيس المؤقت المستشار عدلي منصور في 20 يوليو 2013 قراراً جمهورياً بتشكيل لجنة الخبراء الخاصة بتعديل الدستور، وتشمل:
- المستشار محمد عيد محجوب أمين عام المجلس الأعلي للقضاء.
- المستشار حسن السيد بسيوني رئيس محكمة باستئناف القاهرة.
- المستشار محمد عبد العزيز الشناوي ممثل عن المحكمة الدستورية.
- المستشار محمد خيري طه نائب رئيس المحكمة الدستورية العليا ممثل عن المحكمة الدستورية.
- المستشار عصام الدين عبد العزيز النائب الأول لرئيس مجلس الدولة ورئيس الجمعية العمومية لقسمي الفتوى والتشريع بالمجلس.
- المستشار مجدي العجاتي نائب رئيس مجلس الدولة ورئيس قسم التشريع بالمجلس.
- الدكتور فتحي فكري أستاذ متفرغ بكلية الحقوق جامعة القاهرة ممثل عن المجلس الأعلى للجامعات.
- الدكتور حمدي علي عمر عميد كلية الحقوق جامعة الزقازيق ممثل عن المجلس الأعلى للجامعات.
- الدكتور صلاح الدين فوزي أستاذ متفرغ بكلية حقوق جامعة المنصورة ممثل عن المجلس الأعلى للجامعات.
- الدكتور علي عبد العال أستاذ متفرغ بكلية حقوق جامعه عين شمس ممثل عن المجلس الأعلى للجامعات.

وقد بدأت اللجنة اجتماعاتها يوم 21 يوليو 2013 في مقر مجلس الشورى ولمدة شهر، حتي أعلنت الرئاسة المصرية انتهاء لجنة الخبراء من عملها يوم 20 أغسطس 2013.
وقد قامت لجنه الخبراء بحذف عدد من المواد وتعديل البعض الآخر ليصبح الدستور الجديد المقترح 198 مادة. وأبرز ما جاء في اقتراحات لجنة العشرة:
- إلغاء مجلس الشورى.
- إلغاء نسبة 50% عمال وفلاحين.
- إلغاء المادة 219 المفسرة للمادة الثانية من الدستور.
- بقاء مواد القوات المسلحة دون تعديل.
- تعديل المادة الخاصة بالمحكمة الدستورية العليا وعدم ذكر عدد الأعضاء كما في الدستور المعطل.
- زيادة عدد نواب مجلس الشعب بألا يقل عن 450 عضواً بدلاً من 350 في الدستور المعطل.
- اعتماد النظام الفردي في الانتخاب بدلاً من النظام المختلط بين الفردي والقائمة.

## لجنة الخمسين
لجنة الخمسين هي لجنة تشكلت في مصر عصر يوم الأحد 1 سبتمبر 2013، بواسطة الرئيس عدلي منصور بالقرار رقم 570 لسنة 2013. وكان الغرض منها دراسة مشروع التعديلات الدستورية الواردة إليها من لجنة العشرة، وطرحه للحوار المجتمعي، وتلقي مقترحات من المصريين حوله، من أجل إعداد مسودة للدستور المصري المعدل. عقدت اللجنة اجتماعاتها داخل مجلس الشورى، وبدأت أولى الاجتماعات في 8 سبتمبر 2013، ووضعت مسودة الدستور بعد 60 يوماً من هذا التاريخ، ثم عرضت مسودة التعديلات الدستورية على الشعب المصري من خلال الاستفتاء العام في 14 و15 يناير 2014.

### أعضائها
- عن الأزهر: د.شوقي علام مفتي الديار المصرية، المستشار محمد عبد السلام، المستشار القانوني لشيخ الأزهر، د.عبد الله مبروك النجار، الأستاذ بكلية الشريعة والقانون بجامعة الأزهر.
- عن الكنيسة: الأنبا بولا، أسقف طنطا وتوابعها، الأنبا أنطونيوس عزيز مينا، عن بطريركية الأقباط الكاثوليك، القس د.صفوت البياضي، الطائفة الإنجيلية.
- عن الشباب: محمد عبد العزيز ومحمود بدر "حملة تمرد"، أحمد عيد «ائتلاف شباب الثورة جبهة 30 يونيو»، عمرو صلاح ائتلاف شباب الثورة جبهة 30 يونيو.
- عن اتحاد الكتاب المصري: محمد سلماوي، رئيس الاتحاد.
- عن اتحاد النقابات الفنية: خالد يوسف، المخرج السينمائي.
- عن قطاع الفنون التشكيلية: محمد عبلة، الفنان التشكيلي.
- عن المجلس الأعلى للثقافة: الشاعر سيد حجاب.
- عن العمال: جبالي المراغي، رئيس الاتحاد العام، أحمد خيري، رئيس الاتحاد القومي.
- عن الفلاحين: محمد عبد القادر، نقيب الفلاحين العام، ممدوح حمادة، رئيس مجلس إدارة الاتحاد التعاوني.
- عن المحامين: سامح عاشور.
- عن الأطباء: د.خيري عبد الدايم.
- عن المهندسين: أسامة شوقي، رئيس نقابة المهندسين الفرعية بالقاهرة.
- عن الصحفيين: ضياء رشوان.
- عن الغرف السياحية: إلهامي الزيات، رئيس الاتحاد المصري للغرف السياحية.
- عن الغرف الصناعية: د.عبلة محي الدين عبد اللطيف، مستشار وزارة الصناعة.
- عن الغرف التجارية: أحمد الوكيل، رئيس الاتحاد.
- عن اتحاد طلاب مصر: محمد مصطفى بدران، رئيس الاتحاد.
- عن الاتحاد العام للجمعيات: د.طلعت عبد القوي، نائب رئيس المجلس.
- عن المجلس القومي للمرأة: السفيرة ميرفت التلاوي.
- عن المجلس القومي للأمومة والطفولة: د.عزة محمد سعيد العشماوي.
- عن المجلس القومي لحقوق الإنسان: د.منى ذو الفقار.
- عن المجلس الأعلى للجامعات: د.أحمد محمدان، رئيس جامعة قناة السويس.
- عن متحدي الإعاقة : د.حسام المساح.
- عن القوات المسلحة: اللواء محمد مجد الدين بركات.
- عن الشرطة: اللواء علي محمد عبد المولى، مساعد الوزير للشئون القانونية.
- عن التيار الإسلامي: د.بسام الزرقا، نائب رئيس النور، د.كمال الهلباوي، القيادي الإخواني السابق.
- عن التيار الليبرالي: د.السيد البدوي، رئيس حزب الوفد، د.محمد أبو الغار، رئيس الحزب المصري الديمقراطي.
- عن التيار اليساري: حسين عبد الرازق، نائب رئيس التجمع.
- عن التيار القومي: محمد سامي، رئيس حزب الكرامة.
- وعن الشخصيات العامة: د.مجدي يعقوب، عمرو موسى، د.عبد الجليل مصطفى، د.جابر جاد نصار، د.عمرو الشوبكي، د.سعد الدين الهلالي، د.هدى الصدة، د.محمد غنيم، حجاج أدول، مسعد أبو فجر.

## النتيجة
أعلنت اللجنة المسؤولة عن تنظيم الاستفتاء النتيجة في 18 يناير، شارك في الاستفتاء 38.6% (أكثر من 20 مليون و600 ألف) من مجموع مالكي حق التصويت البالغ عددهم أكثر من 53 مليون شخص. 98.1% (حوالي 20 مليون شخص) منهم أيدوا مشروع الدستور الجديد، بينما رفضه 1.9% (حوالي 380 ألف شخص) وكان عدد الأصوات الباطلة حوالي 246 ألف صوت.

خريطة توضح نسبة المشاركة الشعبية في الاستفتاء على الدستور المنعقد في 14-15 يناير 2014 حسب المحافظة.

| الأصوات الموافقة                  | 19,985,389 | 98.1% |
| الاصوات الغير موافقة              | 381,341    | 1.9%  |
| عدد المقيدين                      | 53,423,485 |       |
| الوافدون                          | 424,383    |       |
| عدد العاملين الذين أدلوا بأصواتهم | 70,680     |       |
| الحاضرون                          | 20,118,614 |       |
| اجمالي الذين أدلوا بأصواتهم       | 20,613,677 |       |
| الأصوات الصحيحة                   | 20,366,730 |       |
| الأصوات الباطلة                   | 246,947    |       |
| نسبة المشاركة                     | 38.6%      |       |

### بحسب المحافظة
| محافظة        | اجمالي المقيدين | الوافدون | نسبة المصوتين | إجمالي الأصوات | أصوات صحيحة | أصوات باطلة | "نعم"     | "النسبة" % | "لا"   | "النسبة" % |
| ------------- | --------------- | -------- | ------------- | -------------- | ----------- | ----------- | --------- | ---------- | ------ | ---------- |
| القاهرة       | 6,674,865       | 98,706   | 40.3%         | 2,791,233      | 2,762,952   | 28,281      | 2,720,162 | 98.5%      | 42,790 | 1.5%       |
| الجيزة        | 4,518,941       | 52,947   | 32.1%         | 1,507,416      | 1,488,662   | 18,754      | 1,459,201 | 98.0%      | 29,461 | 2.0%       |
| الإسكندرية    | 3,415,629       | 38,243   | 38.3%         | 1,353,632      | 1,340,449   | 13,183      | 1,319,454 | 98.4%      | 20,995 | 1.6%       |
| الدقهلية      | 3,793,080       | 8,353    | 49.5%         | 1,891,617      | 1,874,597   | 17,020      | 1,850,535 | 98.7%      | 24,062 | 1.3%       |
| الشرقية       | 3,681,587       | 20,664   | 45.3%         | 1,691,360      | 1,673,968   | 17,392      | 1,646,736 | 98.4%      | 27,232 | 1.6%       |
| البحيرة       | 3,376,941       | 11,231   | 37.3%         | 1,276,980      | 1,260,503   | 16,477      | 1,234,019 | 97.9%      | 26,484 | 2.1%       |
| الغربية       | 3,020,674       | 7,442    | 52.1%         | 1,586,496      | 1,572,176   | 14,320      | 1,551,093 | 98.7%      | 21,083 | 1.3%       |
| المنيا        | 2,808,534       | 3,188    | 26.2%         | 740,233        | 723,193     | 17,040      | 698,621   | 96.6%      | 24,572 | 3.4%       |
| القليوبية     | 2,718,798       | 22,808   | 44.3%         | 1,231,032      | 1,217,220   | 13,812      | 1,198,011 | 98.4%      | 19,209 | 1.6%       |
| سوهاج         | 2,485,950       | 3,108    | 23.8%         | 600,503        | 591,496     | 9,007       | 574,797   | 97.2%      | 16,699 | 2.8%       |
| المنوفية      | 2,298,208       | 12,884   | 53.4%         | 1,242,219      | 1,228,811   | 13,408      | 1,212,268 | 98.7%      | 16,543 | 1.3%       |
| أسيوط         | 2,219,387       | 5,096    | 24.3%         | 547,539        | 536,532     | 11,007      | 515,571   | 96.1%      | 20,961 | 3.9%       |
| كفر الشيخ     | 1,935,985       | 2,928    | 42.2%         | 823,516        | 815,038     | 8,478       | 803,940   | 98.6%      | 11,098 | 1.4%       |
| قنا           | 1,676,423       | 7,328    | 23.9%         | 410,770        | 405,064     | 5,706       | 395,439   | 97.6%      | 9,625  | 2.4%       |
| الفيوم        | 1,628,192       | 3,377    | 23.7%         | 391,609        | 383,384     | 8,225       | 370,802   | 96.7%      | 12,582 | 3.3%       |
| بني سويف      | 1,506,498       | 3,894    | 32.6%         | 496,172        | 486,360     | 9,812       | 469,974   | 96.6%      | 16,386 | 3.4%       |
| أسوان         | 891,699         | 4,407    | 28.2%         | 257,563        | 254,088     | 3,475       | 248,571   | 97.8%      | 5,517  | 2.2%       |
| دمياط         | 891,241         | 6,155    | 45.8%         | 415,825        | 411,233     | 4,592       | 404,687   | 98.4%      | 6,546  | 1.6%       |
| الإسماعيلية   | 735,103         | 7,676    | 39.5%         | 299,606        | 295,671     | 3,935       | 289,863   | 98.0%      | 5,808  | 2.0%       |
| بورسعيد       | 453,377         | 7,474    | 51.0%         | 239,772        | 237,188     | 2,584       | 233,672   | 98.5%      | 3,516  | 1.5%       |
| السويس        | 396,466         | 7,457    | 34.5%         | 144,919        | 143,284     | 1,635       | 140,167   | 97.8%      | 3,117  | 2.2%       |
| الأقصر        | 703,670         | 3,672    | 30.6%         | 220,606        | 218,203     | 2,403       | 214,510   | 98.3%      | 3,693  | 1.7%       |
| البحر الأحمر  | 244,603         | 30,188   | 31.8%         | 108,147        | 106,758     | 1,389       | 103,858   | 97.3%      | 2,900  | 2.7%       |
| شمال سيناء    | 223,533         | 6,436    | 31.0%         | 75,968         | 74,557      | 1,411       | 72,161    | 96.8%      | 2,396  | 3.2%       |
| مطروح         | 224,385         | 7,586    | 16.2%         | 44,725         | 43,910      | 815         | 42,242    | 96.2%      | 1,668  | 3.8%       |
| الوادي الجديد | 147,525         | 668      | 35.2%         | 52,877         | 51,769      | 1,108       | 49,920    | 96.4%      | 1,849  | 3.6%       |
| جنوب سيناء    | 70,845          | 40,467   | 33.6%         | 64,301         | 63,123      | 1,178       | 60,651    | 96.1%      | 2,472  | 3.9%       |

## مقاطعون
في 22 ديسمبر 2013 أعلن التحالف الوطني لدعم الشرعية مقاطعته لاستفتاء الدستور. وقبل يوم واحد من الاستفتاء، أعلن حزب مصر القوية المقاطعة أيضًا، كان الحزب يدعو إلى التصويت بلا على الدستور، إلا أن التغير في موقفه جاء وفقًا لبيان رسمي للحزب بسبب الأجواء التي صاحبت ما قبل عملية الاستفتاء، ذكر البيان الشحن الجماهيري و«التحريض الإعلامي الفج» وتخوين كل رافضي مشروع الدستور، بالإضافة إلى ما قال الحزب أنه حملة اعتقالات لأعضاء في الحزب أثناء دعوتهم المواطنين للتصويت بلا.

## أحداث عنف
تزامنت عملية الاستفتاء على مسودة مشروع الدستور الجديد مع مظاهرات لأنصار التحالف الوطني لدعم الشرعية الذي يعتبر أن ما حدث في مصر يوم 3 يوليو كان انقلابًا عسكريًا رفضًا للاستفتاء وللدعوة لمقاطعته، تحولت المظاهرات إلى أعمال عنف واشتباكات بين الأمن المصري والمتظاهرين، وسقط 11 قتيلًا من المتظاهرين بعد أن أطلقت قوات وزارة الداخلية المصرية والجيش المصري الرصاص الحي. وحدثت الاشتباكات في مناطق وأحياء مختلفة في القاهرة ومحافظات أخرى مثل محافظة الجيزة ومحافظة الإسكندرية ومحافظة بني سويف ومحافظة سوهاج. مصدر أمني بوزارة الداخلية المصرية قال أن 33 شخصًا ينتمون إلى جماعة الإخوان المسلمين اعتقلوا بسبب ما وصفه «بإثارتهم للشغب».

## ردود الفعل
- روسيا - هنأ الرئيس الروسي فلاديمير بوتين الشعب المصري على الدستور الجديد، وفقا لوكالة أنباء إيتار تاس الروسية. وقال «إننا نأمل أن يتغلب المجتمع المصري على الصعوبات السياسية والاجتماعية والاقتصادية الحالية وعودة البلاد إلى طريق الاستقرار والنمو»، وخلال مراسم تقديم أوراق الاعتماد من قبل عدد من سفراء الدول الأجنبية في الكرملين طلب بوتين من السفير المصري الجديد أن ينقل أطيب التمنيات للقيادة المصرية.[12]
- الإمارات العربية المتحدة - هنأ عبد الله بن زايد آل نهيان الشعب المصري على نجاح الاستفتاء على الدستور. وقال «إن هذه الخطوة معلما رئيسيا نحو خارطة المستقبل التي ستنقل الشقيقة مصر إلى الاستقرار المنشود والتنمية»، وأعرب عبد الله عن سعادته بالإقبال الكبير من الناخبين والموافقة الساحقة للدستور الجديد، والتي تعكس بطريقة واضحة إرادة الشعب المصري ودعمه للإطار الذي سيحكم الدولة والمجتمع.[13]
- العراق - هنأ رئيس الوزراء العراقي نوري المالكي مصر بإقرار دستور جديد يضمن مستقبل آمن للبلاد. وقال المالكي «إن التأييد الساحق للدستور الواضح في استطلاعات الرأي يعكس الإرادة القوية للشعب المصري في رفض العنف والإرهاب والسعي من أجل السلام والاستقرار والحرية». ووصف المالكي الدستور الجديد باعتباره إنجازا عظيما، وقال إنه يتطلع إلى دور مصر البارز في المنطقة.[14]

كما توالت ردود الفعل المهنئة عالميًا، وتوالت رسائل وبرقيات التهنئة من دول العالم المختلفة[بحاجة لمصدر].